# Ravi Šankar
Ravi Šankar (bengálsky: রবি শংকর Robi Shongkor, v přepisu do angličtiny Ravi Shankar, vlastním jménem Robindro Shaunkor Chowdhury; 7. dubna 1920, Váránasí, Britská Indie – 11. prosince 2012 San Diego, Kalifornie, USA) byl indický skladatel a hráč na sitár, významný indický instrumentalista moderní doby. S jeho jménem je často spojován titul Pandit. Šlo o učedníka Alauddína Khana, zakladatele maiharské ghárany z Hindustanské klasické hudby. Dlouhodobě hudebně spolupracoval s hráči na tabla Chatur Lalem a Ustad Allah Rakhou.
Spoluprací s houslistou Yehudi Menuhinem, filmovým producentem Satjádžitem Rájem a The Beatles (Georgem Harrisonem) si získal mezinárodní reputaci. S Harrisonem navázal doživotní přátelství, Harrison se u něho učil na sitár a společně roku 1971 zorganizovali velký charitativní koncert pro hladovějící Bangladéš. V roce 1969 Šankar vystoupil na legendárním festivalu ve Woodstocku, který se stal událostí symbolizující celou epochu. Časem se však distancoval zejména od zneužívání drog kontrakulturou 60. let.
Vytvořil hudbu k filmu Gándhí a byl za ni nominován na Oscara. Třikrát získal cenu Grammy. V roce 1999 byl oceněn cenou Bhárat Ratna, nejvyšším indickým civilním oceněním.
Jeho dcerami jsou zpěvačka Norah Jones (* 1979) a sitaristka Anouška Šankarová (* 1981).
Několikrát vystoupil na festivalu Pražské jaro, poprvé již roku 1960.

## Diskografie
- Three Ragas (1956)
- Improvisations (1962)

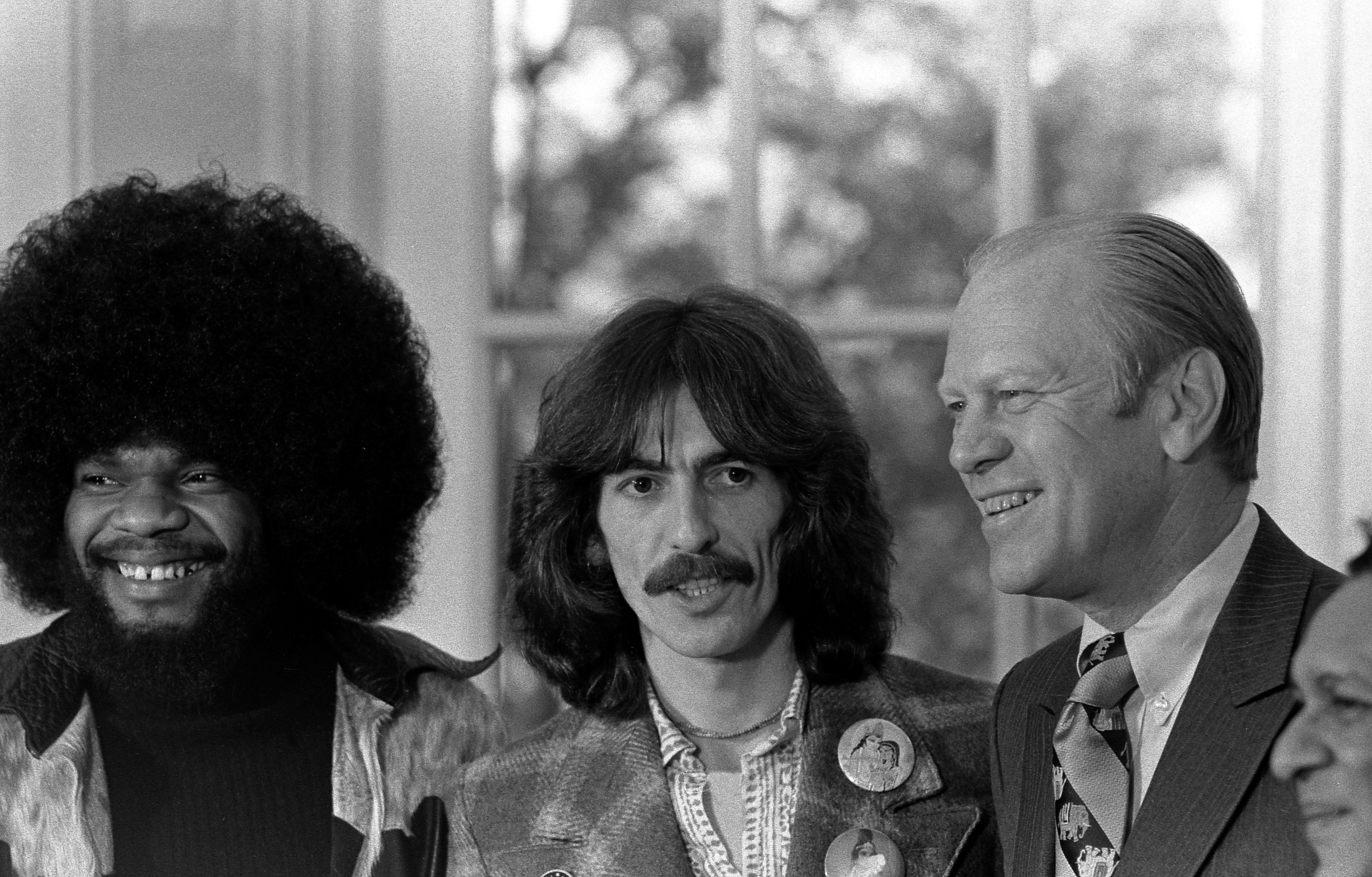
Billy Preston, George Harrison, Gerald Ford a Ravi Shankar v Bílém domě, 1974

- India's Most Distinguished Musician (1962)
- India's Master Musician (1963)
- In London (1964)
- Ragas & Talas (1964)
- Portrait of Genius (1964)
- Sound of the Sitar (1965)
- Live at Monterey (1967)
- In San Francisco (1967)
- West Meets East (1967)
- At the Monterey Pop Festival (1967)
- The Exotic Sitar and Sarod (1967)
- A Morning Raga / An Evening Raga (1968)
- The Sounds of India (1968)
- In New York (1968)
- At the Woodstock Festival (1969)
- The Concert for Bangladesh (1971)
- Raga (Soundtrack) (1972)
- In Concert 1972 (1973)
- Transmigration Macabre (SOUNDTRACK) (1973)
- Shankar Family & Friends (1974)
- Music Festival From India (1976)
- Homage to Mahatma Gandhi (1981)
- Räga-Mälä (Sitar Concerto No. 2) (1982)
- Pandit Ravi Shankar (1986)
- Tana Mana (1987)
- Inside The Kremlin (1988)
- Passages with Philip Glass (1990)
- Concert for Peace: Royal Albert Hall (1995)
- Chants of India (1997)
- Concerto for Sitar & Orchestra with Andre Previn (1999)
- Full Circle: Carnegie Hall 2000 (2001)
- Between Two Worlds (Documentary-directed by [Mark Kidel]) (2001)
- The Man and His Music (2005)
- Flowers of India (2007)